# María Ángela Astorch
Blahoslavená María Ángela Astorch (Maria Ines Jerónima Astorch; 1. září 1592, Barcelona – 2. prosince 1665, Murcia) byla španělská řeholnice Řádu klarisek-kapucínek a mystička. Katolickou církví je uctívána jako blahoslavená.

## Život

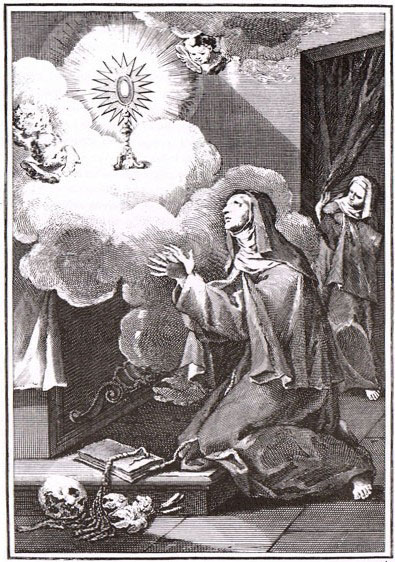
María Ángela Astorch - rytina z 18. století

Narodila se 1. září 1592 v Barceloně do rodiny, kde byla nejmladší ze čtyř sourozenců. Její otec Cristóbal Cortey prodával knihy a matka Catalina Astroch byla univerzální dědičkou Pedra Miguela Astrocha s podmínkou, že všechny její potomci budou nosit příjmení Astorch. Oba její rodiče zemřeli za čtyři roky. Marie se stala sirotkem v péči hospodyně Sarrií.
Roku 1599 byla nalezena otrávená a mrtvá. Její sestra Isabela Astorch která byla řeholnicí v nově založeném Monasterio de Capuchinas v Barceloně se zúčastnila jejího pohřbu se zakladatelkou kláštera Ángelou Serafinou Prat. Uprostřed příprav na pohřeb Marie ožila. Zázrak byl přičítán k modlitbám sestry Angely.
Poté budila dojem vysoce nadaného dítěte. Naučila se číst a tvrdě pracovat. Ke čtení měla velkou lásku, zvláště milovala knihy v latině.
Dne 16. září 1603 v 11 letech vstoupila do kláštera svaté Markéty v Barceloně, založený matkou Angelou Serafinou Prat. Protože byla velmi mladá, musela počkat pět let. Dne 7. září 1608 vstoupila do noviciátu a 8. září 1609 složila své věčné sliby. Poté se stala učitelkou a novicmistryní.
Dne 9. května 1614 jako novicmistryně odešla do Zaragozy založit nový klášter. Roku 1624 se stala vikářkou a o tři roky později abatyší. Dne 2. června 1645 odešla s dalšími čtyřmi sestrami založil nový klášter Povýšení Nejsvětější svátosti do Murcie. Nový klášter trpěl častými povodněmi, zvláště roku 1651 a 1653. Abatyší zůstala až do roku 1661. Při zpěvu Pange lingua zemřela 2. prosince 1665. Její ostatky jsou uloženy v klášteře v Murcii.

## Blahořečení
Proces blahořečení byl započat roku 1668. Dne 29. září 1850 byla papežem bl. Piem IX. prohlášena za ctihodnou.
Dne 11. února 1982 papež sv. Jan Pavel II. uznal zázrak na její přímluvu. Blahořečena byla 23. května 1982.